# La Sombra de Sandino
La Sombra de Sandino es un monumento escultórico ubicado en la cima de la Loma de Tiscapa en Managua, Nicaragua. Representa la silueta en acero del general Augusto C. Sandino, líder de la resistencia nacionalista nicaragüense, y se ha convertido en uno de los símbolos contemporáneos más reconocibles de la capital.

## Historia
Fue concebido a finales de la década de 1980 como parte de un proyecto de recuperación simbólica del centro histórico de Managua y en homenaje al legado político y antimperialista de Sandino. La obra fue diseñada por el artista Ernesto Cardinale y colocada en 1990 sobre la colina donde anteriormente se encontraba el Palacio de la Loma, antigua casa presidencial destruida tras la revolución de 1979

## Características
La escultura consiste en una plancha metálica recortada que perfila la imagen del general Sandino con su característico sombrero, mirada al frente y brazos al costado. Está montada sobre una base que permite su visibilidad desde distintos puntos del casco central de la ciudad, especialmente desde la Plaza de la Revolución y la Carretera a Masaya.

## Significado
El monumento ha sido interpretado como un recordatorio permanente de la lucha por la soberanía nacional. Su ubicación en la Loma de Tiscapa —sitio asociado tanto con la represión como con la resistencia— refuerza su carga simbólica como figura que observa y protege la ciudad desde las alturas.

## Uso actual
Forma parte del Parque Histórico Nacional Loma de Tiscapa, y es un sitio turístico visitado por nacionales y extranjeros. Es escenario de actos patrióticos y conmemorativos, particularmente en las fechas relacionadas con la vida y legado de Sandino.